# Dichaea neglecta
Dichaea neglecta är en orkidéart som beskrevs av Rudolf Schlechter. Dichaea neglecta ingår i släktet Dichaea och familjen orkidéer. Inga underarter finns listade i Catalogue of Life.